# Hyloxalus saltuarius
Hyloxalus saltuarius es una especie de anfibio anuro de la familia Dendrobatidae.

## Distribución geográfica
Esta especie es endémica del departamento de Caquetá en Colombia. Habita en San Vicente del Caguán, en el parque natural Nacional Cordillera de los Picachos, a 1600 m de altitud en la vertiente oriental de la Cordillera Oriental.

## Publicación original
- Grant & Ardila-Robayo, 2002 : A new species of Colostethus (Anura: Dendrobatidae) from the eastern slopes of the Cordillera Oriental of Colombia. Herpetologica, vol. 58, n.º 2, p. 252-260[5]